# Tear You Apart
"Tear You Apart" (укр. Розірвати тебе) — пісня американського рок-гурту She Wants Revenge. Трек був випущений в якості другого синглу з їх однойменного дебютного студійного альбому в січні 2006 року в США і 17 липня 2006 року у Великій Британії. Пісня досягла 6 місця на Billboard Alternative Songs 122 місця на Billboard Hot 100.

## Трек-лист
1. "Tear You Apart" – 4:46
2. "Tear You Apart" (Ladytron Mix) – 5:12

## Додаткові версії
- Після підписки на діджея Річарда Віжина, можна почути два ексклюзивних ремікса.

1. "Tear You Apart" (Vission Wants Revenge Vox) – 6:28
2. "Tear You Apart" (Vission Wants Revenge Edit) – 4:26

- Інший ремікс був доступний для вільного скачування зі сторінки MySpace групи.

1. "Tear You Apart" (Hotel Persona Remix) – 5:25 [іноді як "HP Mix" або "HP Remix"]

- Ще один ремікс можна знайти на японській версії альбому.

1. "Tear You Apart" (Chris Holmes vs. Bystanders Remix) – 4:01

## Музичне відео
Режисером музичного відео "Tear You Apart" став  Хоакін Фенікс. Кліп був знятий в середній школі в Голлівуді. 
Сцена, де Лідія вибігає є підробленою — вона не біжить у вітальню, замість цього, під час виробництва, вона побігла в провулок.

## Появи в інших ЗМІ
- Пісня була використана каналом CW в серіалі Школа виживання в епізоді 14, 3 сезону.
- Пісню можна почути у фільмі Число 23, режисера Джоел Шумахер, у головних ролях: Джим Керрі і Вірджинія Медсен.
- Також, разом з Bela Lugosi's Dead[en] і Discipline, пісня звучить у серіалі Межа[1].
- Пісня була в першому епізоді ТВ-шоу  Американська історія жахів: Готель. В сцені ми можемо побачити Графиню (Леді Гага) і її коханого Донована (Метт Бомер).[2]
- Пісня була в одній з сцен фільму Антикілер 3.